# Giesen
Giesen es un municipio situado en el distrito de Hildesheim, en el estado federado de Baja Sajonia (Alemania), a una altitud de 85 metros. Su población a finales de 2016 era de unos 9500 habitantes y su densidad poblacional, 200 hab/km².
Se encuentra ubicado a poca distancia al sur de la ciudad de Hannover y al oeste de Salzgitter.

## Galerìa

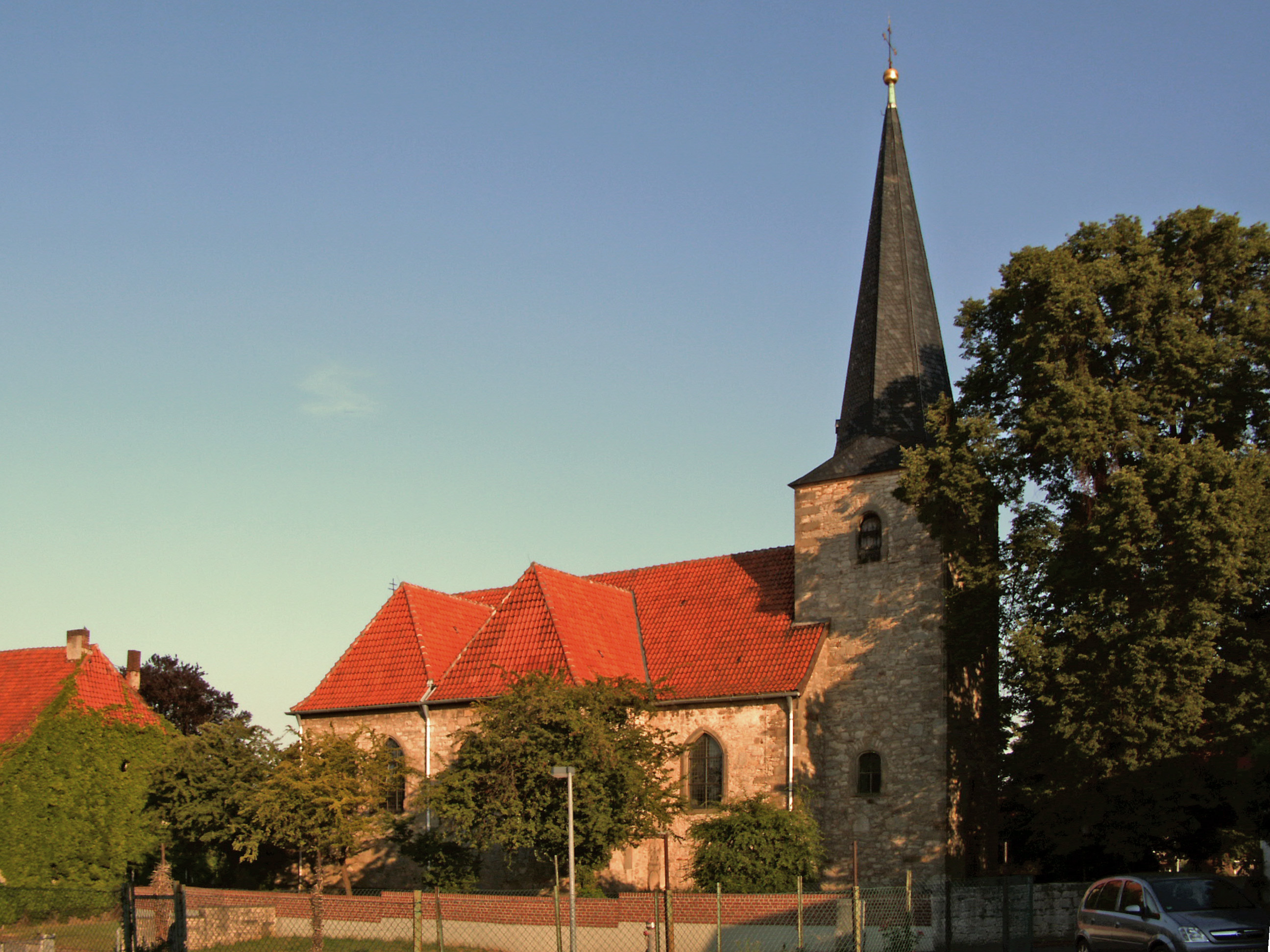
Gross Giesen, la iglesia: Sankt-Vitus-Kirche
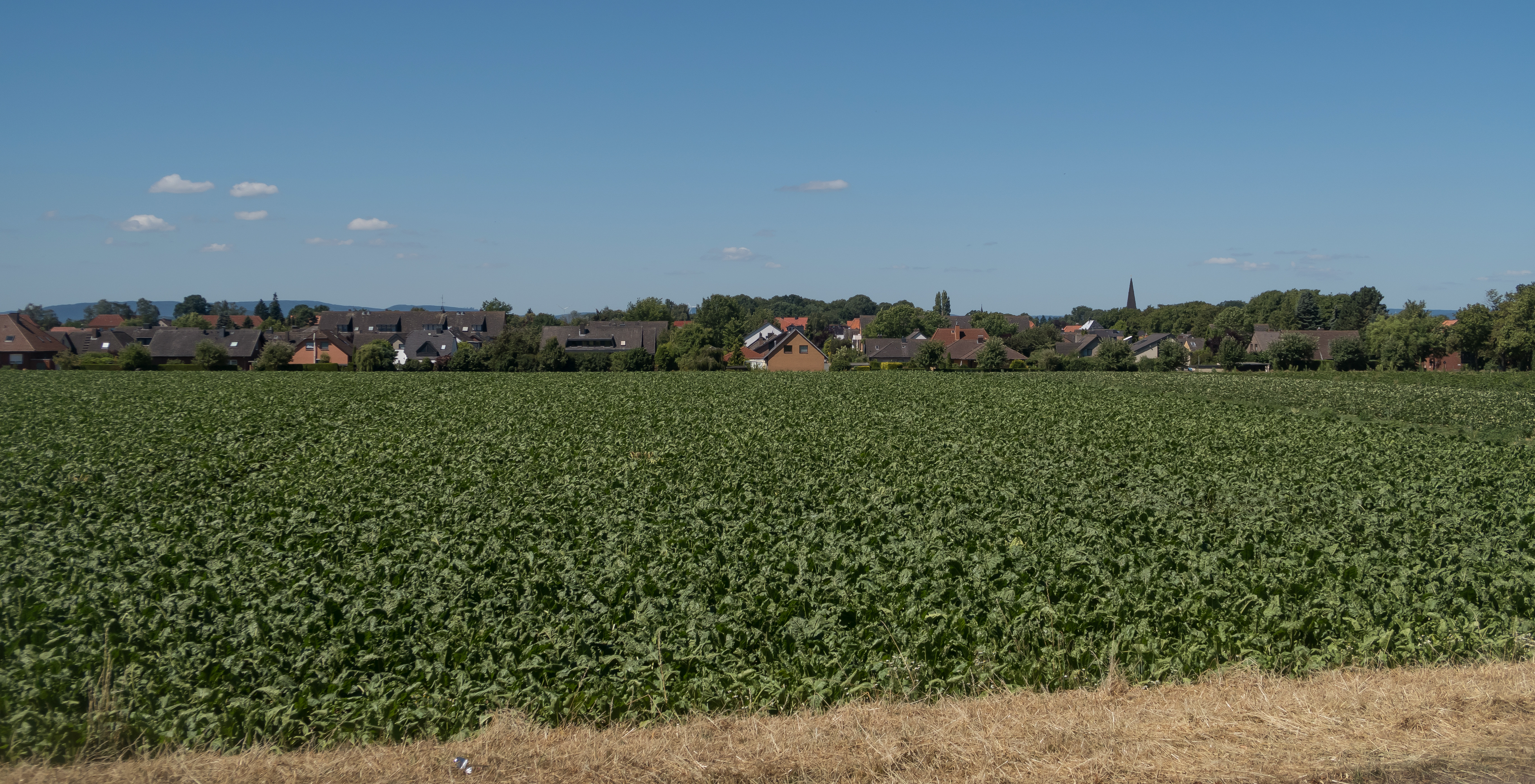
Ahrbergen, vista del pueblo
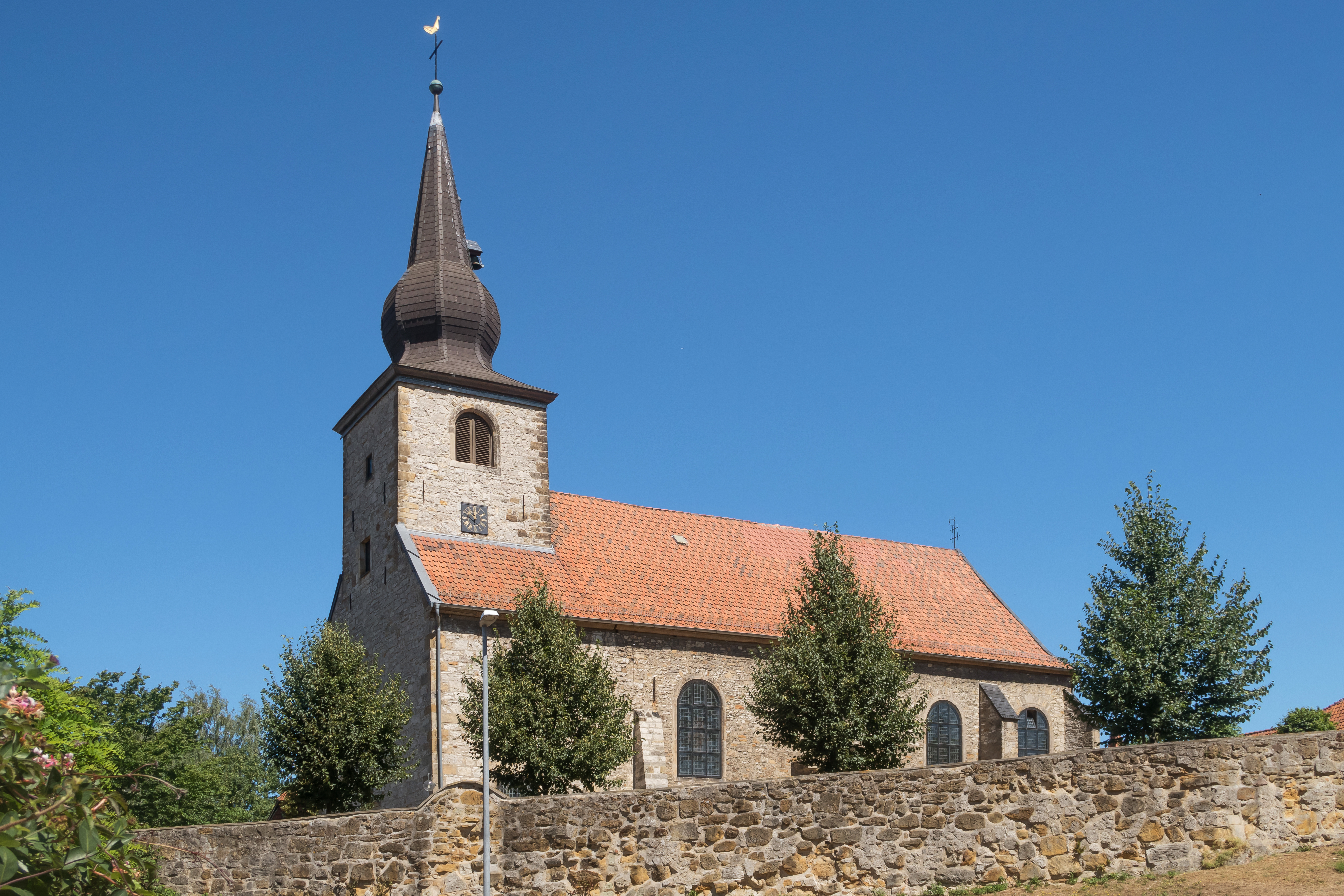
Gross Förste, la iglesia catolica (Kirche Sankt Pankratius)
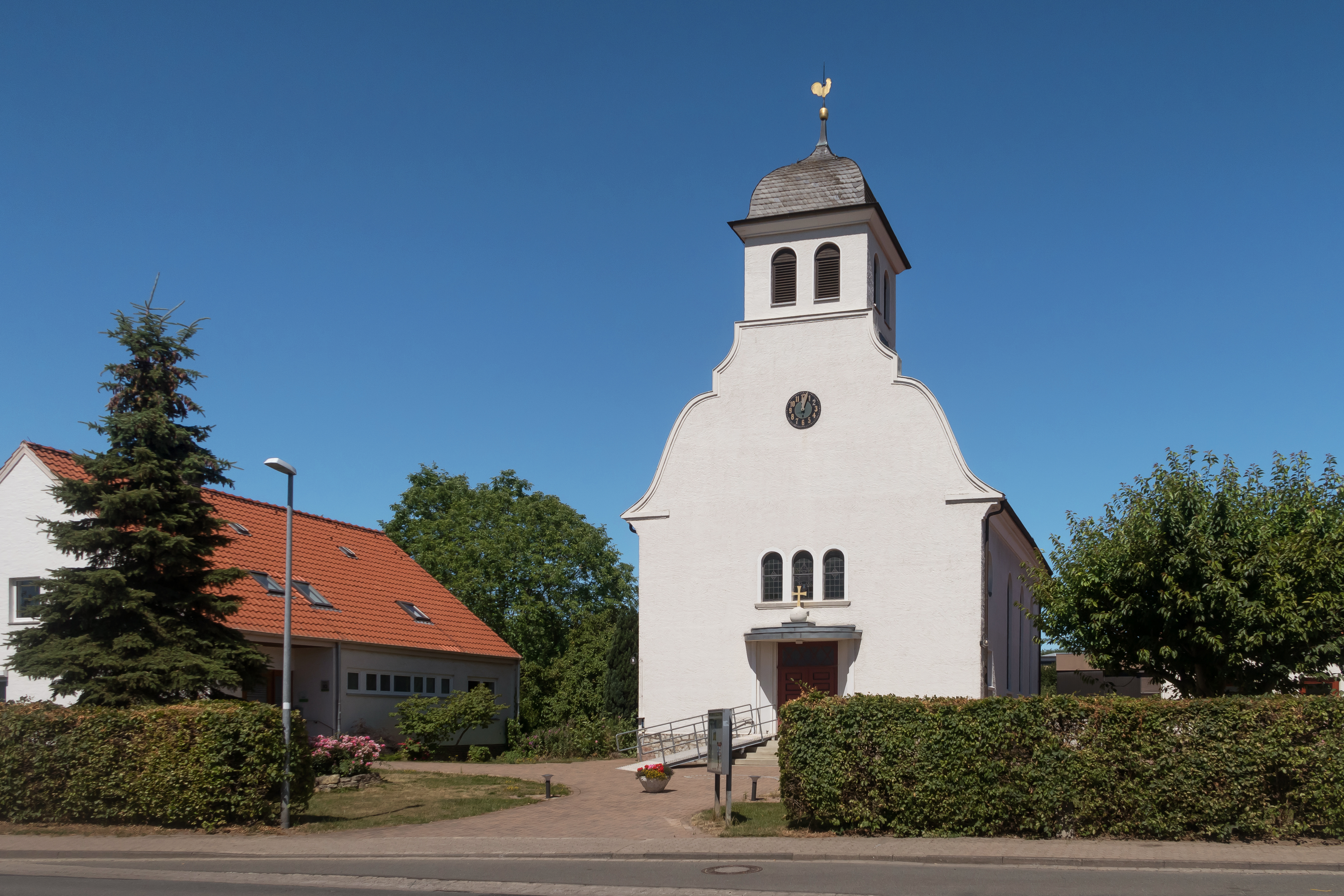
Hasede, la iglesia: Sankt Paulus Kirche